# Leucalburnus satunini
Leucalburnus satunini är en fiskart som först beskrevs av Berg, 1910.  Leucalburnus satunini ingår i släktet Leucalburnus och familjen karpfiskar. Inga underarter finns listade i Catalogue of Life.